# Partido di Florentino Ameghino
Il partido di Florentino Ameghino è un dipartimento (partido) dell'Argentina facente parte della Provincia di Buenos Aires. Il capoluogo è Florentino Ameghino.